# 郝海东
郝海東（1970年5月9日—），男，山东青岛人，中華人民共和國退役足球运动员，曾經效力於八一及大连万达兩家足球會，亦曾經多次入選中國國家男子足球隊，是活跃于1980年代至2000年代的中国著名职业足球选手。2020年，因参与创立新中国联邦而成为中华人民共和国被认为叛国。现作为黑户处于西班牙境内。

## 生平
1980年10月，郝海东入选八一少年足球队。1986年，进入八一队効力。
1995年，郝海东因在中國國家隊與佩納羅爾隊的友誼賽中表現出色，他所在的八一隊收到來自佩纳罗尔的邀请，因而他曾有机会留洋去乌拉圭联赛踢球。但在郝海東未知的情況下，轉會邀請被八一隊高層撕毀，另一方面其当时带着军籍，原則上不能到外国踢球。1997年1月，他以220万元从八一转会到大连万达。同年甲A联赛第17轮，郝海东在代表大连万达与广东宏远的对决中打进4球，帮助球队5-2取胜，这也是中国职业足球联赛史上的第一顶大四喜。
1999年2月，亚洲足联因郝海东在1998年12月曼谷亚运会上对裁判有不礼貌行为，对其作出禁赛一年并罚款2000美元的处罚。该禁赛原本不包括国内联赛，但因中国足协理解错误导致该年郝海东连国内联赛也被禁止参加。
2005年1月從大连实德以1英鎊的象征性轉會費，轉投当时英格蘭足球冠軍聯賽球隊谢菲尔德联，球衣號碼為39號，但他从未替谢菲尔德联在聯賽當中上過陣，僅在足總杯中有過一次替補出場。退役後，郝海東曾為湖南湘軍的董事長，其後於2007年底至2012年底担任天津松江的总经理，期间於2008年正式宣布退役。
2015年，郝海东与儿子郝润泽加盟浙江卫视综艺节目《我不是明星》。2017年，郝海东担任疯狂体育产业管理有限公司首席体验官。
2020年，郝海东因被指支持方方而陷入輿論戰。
2020年6月4日，郝海东与流亡美国的中国商人郭文贵、美国白宫前战略顾问斯蒂芬·班农共同宣布成立“新中国联邦”，并在互联网宣讀「新中国联邦宣言」，郝海东呼籲要推翻中共，称中华人民共和国政府「摧毁人性、無視人權」及「犯下種種反人類罪行」，随即在中国大陆被全网封杀。时任中华人民共和国外交部发言人耿爽在次日对此回应说：“对于这些荒谬的声明，对于这场闹剧，我没有发表评论的兴趣。”另有兩家中國大陸媒體虎扑和《体坛周报》在當天譴責郝海东發表严重损害中国主权的言論，並從即日起禁止報道和討論一切有關郝海东的內容。他的兒子郝潤澤的微博亦因為有大量網民留言「太子殿下」、「聯邦太子」等稱呼後同樣被封殺。另有媒体报道称，郝潤澤任職後衛的尼什工人足球俱樂部在事件發生後不久將他解僱。在郝海東父子微博被封杀后，这些网民转而在范志毅的微博下大量评论此事件并持续至今。郝海東與妻子葉釗穎在六月中接受香港蘋果日報專訪，談及自己要成立「新中國聯邦」的原因，是其在2019年10月到香港時目睹反送中运动，看到數以萬計的香港人上街爭取民主，卻遭到港府和北京中央的鎮壓，就好像「六四天安门事件」重演，令其悲憤不已，因而決意與中共決裂。法國國際廣播電臺亦對郝海東接受港媒專訪進行了報道。

## 国家队生涯
1992年，郝海东开始入选中国国家男子足球队，并且参加同年的亚洲杯。
2002年，郝海东参加日韩世界杯。2004年，郝海东以34岁的高龄继续把持中国队头号前锋交椅参加在中国本土举行的亚洲杯，在半决赛对阵伊朗与出击的门将米尔扎普尔相撞，头破血流，不得不中途下场，但还是裹绷带参加了3天后与日本队的决赛，同年11月中国在2006年世界杯预选赛出局后退出国家队。郝海东共代表国家队出赛106场国际A级比赛，共打进40球，是目前国家队历史第一射手。

## 家庭关系
- 妻子：叶钊颖，已退役中国羽毛球运动员
- 前妻：陈怡
  - 儿子：郝润泽，足球运动员
  - 女儿：郝润涵
- 姐姐：郝海燕
- 堂哥：郝海涛，前中国足球运动员，现职业教练员
- 父亲：郝文生[25]
- 母親：魏淑青

## 爭議
2010年，郝海东在作客一档访谈节目时声称C罗“火不过三年”，其後引起關注。2018年，郝海东就此事回应称：“C罗是一个非常勤奋的、有一定特点能力的球员，但竞技能力已经在走下坡路。”但C罗截至2025年依然活跃在足坛，相關言論被其反对者或C罗的支持者用来嘲讽，而“火不过三年”亦成为郝海东在中国大陆被全网封杀后，中国大陆网民对其的代称。

## 荣誉

### 俱乐部
大连万达/大连实德
- 中国足球甲A联赛冠军 (5): 1997, 1998, 2000, 2001, 2002
- 中国足协杯 (1): 2001
- 中国足球超霸杯冠军 (3): 1996, 2000, 2002

### 国家队
中国国家男子足球队
- 亚洲杯足球赛

亚军 (1): 2004
季军 (1): 1992
- 亚运会

铜牌 (1): 1998

### 个人
- 中国足球先生 (1): 1998
- 甲A联赛金靴奖 (3): 1997, 1998, 2001
- 中国十佳运动员 (1): 2001
- 亚冠最佳射手 (1): 2002-03

### 国家队入球
|    | 时间           | 地点                           | 对手           | 即时比分 | 比分          | 赛事                     |
| -- | -------------- | ------------------------------ | -------------- | -------- | ------------- | ------------------------ |
| 1  | 1992-11-08     | 日本广岛廣島廣域公園陸上競技場 | 阿联酋         | 1–1      | 1–1 (点球4–3) | 1992年亚洲杯足球赛       |
| 2  | 1993-05-22     | 约旦伊尔比德哈桑体育场         | 巴基斯坦       | 4–0      | 5–0           | 1994年世界杯亚洲区预选赛 |
| 3  | 1993-06-12     | 中国成都                       | 巴基斯坦       | 2–0      | 3–0           | 1994年世界杯亚洲区预选赛 |
| 4  | 1995-10-26     | 中国北京                       | 哥伦比亚       | 1–0      | 2–1           | 熱身賽                   |
| 5  | 1996-01-30     | 香港旺角大球場                 | 澳門           | 6–1      | 7–1           | 1996年亚洲杯预选赛       |
| 6  | 1996-02-01     | 香港旺角大球場                 | 菲律賓         | 1–0      | 7–0           | 1996年亚洲杯预选赛       |
| 7  | 1996-02-01     | 香港旺角大球場                 | 菲律賓         | 2–0      | 7–0           | 1996年亚洲杯预选赛       |
| 8  | 1996-02-01     | 香港旺角大球場                 | 菲律賓         | 4–0      | 7–0           | 1996年亚洲杯预选赛       |
| 9  | 1996-06-28     | 中国北京                       | 新西兰         | 1–0      | 2–0           | 熱身賽                   |
| 10 | 1996-09-25     | 韩国首尔                       |                | 1–0      | 1–3           | 熱身賽                   |
| 11 | 1996-11-26     | 中国广州                       |                | 1–1      | 2–3           | 熱身賽                   |
| 12 | 1996-12-16     | 阿联酋阿布扎比                 | 沙烏地阿拉伯   | 1–0      | 3–4           | 1996年亚洲杯足球赛       |
| 13 | 1997-01-29     | 中国昆明                       | 美国           | 1–0      | 2–1           | 熱身賽                   |
| 14 | 1997-02-23     | 马来西亚吉隆坡                 | 芬兰           | 2–1      | 2–1           | 熱身賽                   |
| 15 | 1997-03-02     | 马来西亚吉隆坡                 |                | 3–0      | 3–0           | 熱身賽                   |
| 16 | 1997-04-20     | 中国北京                       | 緬甸           | 2–0      | 5–0           | 熱身賽                   |
| 17 | 1997-05-11     | 塔吉克斯坦杜尚别               |                | 1–0      | 1–0           | 1998年世界杯亚洲区预选赛 |
| 18 | 1997-05-25     | 越南胡志明市                   | 越南           | 3–1      | 3–1           | 1998年世界杯亚洲区预选赛 |
| 19 | 1997-06-22     | 中国北京                       | 越南           | 2–0      | 4–0           | 1998年世界杯亚洲区预选赛 |
| 20 | 1997-09-26     | 卡塔尔多哈                     |                | 1–1      | 1–1           | 1998年世界杯亚洲区预选赛 |
| 21 | 1997-10-10     | 科威特科威特城                 | 科威特         | 1–0      | 2–1           | 1998年世界杯亚洲区预选赛 |
| 22 | 1997-11-06     | 沙特阿拉伯利雅得               | 沙烏地阿拉伯   | 1–1      | 1–1           | 1998年世界杯亚洲区预选赛 |
| 23 | 1998-06-27     | 泰国曼谷                       | 泰國           | 3–0      | 3–0           | 熱身賽                   |
| 24 | 1998-12-10     | 泰国曼谷                       | 阿曼           | 1–0      | 6–1           | 1998年亚洲运动会         |
| 25 | 1998-12-14     | 泰国曼谷                       |                | 3–0      | 3–0           | 1998年亚洲运动会         |
| 26 | 2000-01-16     | 中国广州                       | 乌拉圭         | 1–0      | 1–0           | 熱身賽                   |
| 27 | 2000-01-23     | 越南胡志明市统一体育场         | 菲律賓         | 4–0      | 8–0           | 2000年亚洲杯预选赛       |
| 28 | 2000-01-26     | 越南胡志明市统一体育场         | 關島           | 1–0      | 19–0          | 2000年亚洲杯预选赛       |
| 29 | 2000-01-26     | 越南胡志明市统一体育场         | 關島           | 9–0      | 19–0          | 2000年亚洲杯预选赛       |
| 30 | 2000-01-26     | 越南胡志明市统一体育场         | 關島           | 10–0     | 19–0          | 2000年亚洲杯预选赛       |
| 31 | 2000-01-26     | 越南胡志明市统一体育场         | 關島           | 12–0     | 19–0          | 2000年亚洲杯预选赛       |
| 32 | 2001-08-05     | 中国上海                       | 千里達及托巴哥 | 1–0      | 3–0           | 熱身賽                   |
| 33 | 2001-08-25     | 中国沈阳沈阳五里河体育场       | 阿联酋         | 3–0      | 3–0           | 2002年世界杯亚洲区预选赛 |
| 34 | 2001年10月13日 | 中国沈阳沈阳五里河体育场       |                | 3–0      | 3–0           | 2002年世界杯亚洲区预选赛 |
| 35 | 2004年2月3日   | 中国广州天河体育场             | 芬兰           | 2–1      | 2–1           | 友谊赛                   |
| 36 | 2004年2月18日  | 中国广州天河体育场             | 科威特         | 1–0      | 1–0           | 2006世界盃预选赛         |
| 37 | 2004年3月31日  | 香港小西湾运动场               | 香港           | 1–0      | 1–0           | 2006世界盃预选赛         |
| 38 | 2004年6月9日   | 中国天津泰达足球场             | 马来西亚       | 1–0      | 4–0           | 2006世界盃预选赛         |
| 39 | 2004年7月21日  | 中国北京工人体育场             | 印度尼西亞     | 2–0      | 5–0           | 2004年亚洲杯足球赛       |
| 40 | 2004年7月30日  | 中国北京工人体育场             | 伊拉克         | 1–0      | 3–0           | 2004年亚洲杯足球赛       |